# Tour de Norvège 2024
La 13e édition du Tour de Norvège a eu lieu du 23 mai 2024 au 26 mai 2024 au sud-ouest de la Norvège. La course fait partie du calendrier UCI ProSeries 2024 en catégorie 2.Pro.

## Équipes
17 équipes de maximum six coureurs participent à la course : 7 équipes World Tour, 6 équipes continentales professionnelles, 3 équipes continentales et 1 équipe nationale
| WorldTeams (7)- Alpecin-Deceuninck - Bora-Hansgrohe - Ineos Grenadiers - Intermarché-Wanty - Lidl-Trek - Team dsm-firmenich PostNL - Team Visma \| Lease a Bike ProTeams (6)- Bingoal WB - Q36.5 Pro Cycling Team - TDT-Unibet - Team Flanders-Baloise - Tudor Pro Cycling Team - Uno-X Mobility Équipes continentales (3)- ATT Investments - Project Echelon Racing - Team Coop-Repsol Équipe nationale- Norvège |
| |

## Étapes
| Étape     | Date   | Villes étapes         | type                      | Distance (km) | Dénivelé (m) | Vainqueur d'étape  | Leader du classement général |
| --------- | ------ | --------------------- | ------------------------- | ------------- | ------------ | ------------------ | ---------------------------- |
| 1re étape | 23 mai | Voss – Voss           | étape de moyenne montagne | 142           | 2 398 m      | Thibau Nys         | Thibau Nys                   |
| 2e étape  | 24 mai | Odda – Gullingen      | étape de moyenne montagne | 205           | 3 450 m      | Axel Laurance      | Axel Laurance                |
| 3e étape  | 25 mai | Sola – Egersund       | étape de plaine           | 173           | 1 306 m      | Jordi Meeus        | Axel Laurance                |
| 4e étape  | 26 mai | Stavanger – Stavanger | étape vallonnée           | 125           | 1 458 m      | Alexander Kristoff | Axel Laurance                |

## Déroulement de la course

### 1reétape
| \| Classement de l'étape \| Classement de l'étape \| Classement de l'étape \| Classement de l'étape \| Classement de l'étape \| \| Coureur \| Coureur \| Pays \| Équipe \| Temps \| \| --------------------- \| ---------------------------- \| --------------------- \| -------------------------- \| --------------------- \| \| 1er \| Thibau Nys \| Belgique \| Lidl-Trek \| 3 h 21 min 34 s \| \| 2e \| Ådne Holter \| Norvège \| Uno-X Mobility \| + 4 s \| \| 3e \| Axel Laurance \| France \| Alpecin-Deceuninck \| + 4 s \| \| 4e \| Bart Lemmen \| Pays-Bas \| Team Visma \\| Lease a Bike \| + 6 s \| \| 5e \| Mathias Vacek \| Tchéquie \| Lidl-Trek \| + 8 s \| \| 6e \| Idar Andersen \| Norvège \| Uno-X Mobility \| + 8 s \| \| 7e \| Marco Brenner \| Allemagne \| Tudor Pro Cycling Team \| + 18 s \| \| 8e \| Adrien Maire \| France \| TDT-Unibet \| + 18 s \| \| 9e \| Óscar Rodríguez Garaicoechea \| Espagne \| Ineos Grenadiers \| + 20 s \| \| 10e \| Magnus Cort Nielsen \| Danemark \| Uno-X Mobility \| + 20 s \| |                              |           |                            |                 |
| |                              |           |                            |                 |
| Source : ProCyclingStats |                              |           |                            |                 |
| Classement de l'étape |                              |           |                            |                 |
| Coureur | Coureur                      | Pays      | Équipe                     | Temps           |
| 1er | Thibau Nys                   | Belgique  | Lidl-Trek                  | 3 h 21 min 34 s |
| 2e | Ådne Holter                  | Norvège   | Uno-X Mobility             | + 4 s           |
| 3e | Axel Laurance                | France    | Alpecin-Deceuninck         | + 4 s           |
| 4e | Bart Lemmen                  | Pays-Bas  | Team Visma \| Lease a Bike | + 6 s           |
| 5e | Mathias Vacek                | Tchéquie  | Lidl-Trek                  | + 8 s           |
| 6e | Idar Andersen                | Norvège   | Uno-X Mobility             | + 8 s           |
| 7e | Marco Brenner                | Allemagne | Tudor Pro Cycling Team     | + 18 s          |
| 8e | Adrien Maire                 | France    | TDT-Unibet                 | + 18 s          |
| 9e | Óscar Rodríguez Garaicoechea | Espagne   | Ineos Grenadiers           | + 20 s          |
| 10e | Magnus Cort Nielsen          | Danemark  | Uno-X Mobility             | + 20 s          |

| \| Classement général \| Classement général \| Classement général \| Classement général \| Classement général \| \| Coureur \| Coureur \| Pays \| Équipe \| Temps \| \| ------------------ \| ---------------------------- \| ------------------ \| -------------------------- \| ------------------ \| \| 1er \| Thibau Nys \| Belgique \| Lidl-Trek \| 3 h 21 min 24 s \| \| 2e \| Ådne Holter \| Norvège \| Uno-X Mobility \| + 8 s \| \| 3e \| Axel Laurance \| France \| Alpecin-Deceuninck \| + 10 s \| \| 4e \| Bart Lemmen \| Pays-Bas \| Team Visma \\| Lease a Bike \| + 16 s \| \| 5e \| Mathias Vacek \| Tchéquie \| Lidl-Trek \| + 18 s \| \| 6e \| Idar Andersen \| Norvège \| Uno-X Mobility \| + 18 s \| \| 7e \| Marco Brenner \| Allemagne \| Tudor Pro Cycling Team \| + 28 s \| \| 8e \| Adrien Maire \| France \| TDT-Unibet \| + 28 s \| \| 9e \| Óscar Rodríguez Garaicoechea \| Espagne \| Ineos Grenadiers \| + 30 s \| \| 10e \| Magnus Cort Nielsen \| Danemark \| Uno-X Mobility \| + 30 s \| |                              |           |                            |                 |
| |                              |           |                            |                 |
| Source : ProCyclingStats |                              |           |                            |                 |
| Classement général |                              |           |                            |                 |
| Coureur | Coureur                      | Pays      | Équipe                     | Temps           |
| 1er | Thibau Nys                   | Belgique  | Lidl-Trek                  | 3 h 21 min 24 s |
| 2e | Ådne Holter                  | Norvège   | Uno-X Mobility             | + 8 s           |
| 3e | Axel Laurance                | France    | Alpecin-Deceuninck         | + 10 s          |
| 4e | Bart Lemmen                  | Pays-Bas  | Team Visma \| Lease a Bike | + 16 s          |
| 5e | Mathias Vacek                | Tchéquie  | Lidl-Trek                  | + 18 s          |
| 6e | Idar Andersen                | Norvège   | Uno-X Mobility             | + 18 s          |
| 7e | Marco Brenner                | Allemagne | Tudor Pro Cycling Team     | + 28 s          |
| 8e | Adrien Maire                 | France    | TDT-Unibet                 | + 28 s          |
| 9e | Óscar Rodríguez Garaicoechea | Espagne   | Ineos Grenadiers           | + 30 s          |
| 10e | Magnus Cort Nielsen          | Danemark  | Uno-X Mobility             | + 30 s          |

### 2eétape
| \| Classement de l'étape \| Classement de l'étape \| Classement de l'étape \| Classement de l'étape \| Classement de l'étape \| \| Coureur \| Coureur \| Pays \| Équipe \| Temps \| \| --------------------- \| ---------------------------- \| --------------------- \| -------------------------- \| --------------------- \| \| 1er \| Axel Laurance \| France \| Alpecin-Deceuninck \| 5 h 01 min 09 s \| \| 2e \| Ethan Hayter \| Royaume-Uni \| Ineos Grenadiers \| + 0 s \| \| 3e \| Bart Lemmen \| Pays-Bas \| Team Visma \\| Lease a Bike \| + 0 s \| \| 4e \| Mathias Vacek \| Tchéquie \| Lidl-Trek \| + 3 s \| \| 5e \| Marco Brenner \| Allemagne \| Tudor Pro Cycling Team \| + 5 s \| \| 6e \| Ådne Holter \| Norvège \| Uno-X Mobility \| + 5 s \| \| 7e \| Kamiel Bonneu \| Belgique \| Team Flanders-Baloise \| + 5 s \| \| 8e \| Carl Fredrik Hagen \| Norvège \| Q36.5 Pro Cycling Team \| + 5 s \| \| 9e \| Óscar Rodríguez Garaicoechea \| Espagne \| Ineos Grenadiers \| + 5 s \| \| 10e \| Luca Vergallito \| Italie \| Alpecin-Deceuninck \| + 15 s \| |                              |             |                            |                 |
| |                              |             |                            |                 |
| Source : ProCyclingStats |                              |             |                            |                 |
| Classement de l'étape |                              |             |                            |                 |
| Coureur | Coureur                      | Pays        | Équipe                     | Temps           |
| 1er | Axel Laurance                | France      | Alpecin-Deceuninck         | 5 h 01 min 09 s |
| 2e | Ethan Hayter                 | Royaume-Uni | Ineos Grenadiers           | + 0 s           |
| 3e | Bart Lemmen                  | Pays-Bas    | Team Visma \| Lease a Bike | + 0 s           |
| 4e | Mathias Vacek                | Tchéquie    | Lidl-Trek                  | + 3 s           |
| 5e | Marco Brenner                | Allemagne   | Tudor Pro Cycling Team     | + 5 s           |
| 6e | Ådne Holter                  | Norvège     | Uno-X Mobility             | + 5 s           |
| 7e | Kamiel Bonneu                | Belgique    | Team Flanders-Baloise      | + 5 s           |
| 8e | Carl Fredrik Hagen           | Norvège     | Q36.5 Pro Cycling Team     | + 5 s           |
| 9e | Óscar Rodríguez Garaicoechea | Espagne     | Ineos Grenadiers           | + 5 s           |
| 10e | Luca Vergallito              | Italie      | Alpecin-Deceuninck         | + 15 s          |

| \| Classement général \| Classement général \| Classement général \| Classement général \| Classement général \| \| Coureur \| Coureur \| Pays \| Équipe \| Temps \| \| ------------------ \| ---------------------------- \| ------------------ \| -------------------------- \| ------------------ \| \| 1er \| Axel Laurance \| France \| Alpecin-Deceuninck \| 8 h 22 min 33 s \| \| 2e \| Bart Lemmen \| Pays-Bas \| Team Visma \\| Lease a Bike \| + 12 s \| \| 3e \| Ådne Holter \| Norvège \| Uno-X Mobility \| + 13 s \| \| 4e \| Mathias Vacek \| Tchéquie \| Lidl-Trek \| + 21 s \| \| 5e \| Thibau Nys \| Belgique \| Lidl-Trek \| + 25 s \| \| 6e \| Marco Brenner \| Allemagne \| Tudor Pro Cycling Team \| + 33 s \| \| 7e \| Óscar Rodríguez Garaicoechea \| Espagne \| Ineos Grenadiers \| + 35 s \| \| 8e \| Ethan Hayter \| Royaume-Uni \| Ineos Grenadiers \| + 46 s \| \| 9e \| Kamiel Bonneu \| Belgique \| Team Flanders-Baloise \| + 48 s \| \| 10e \| Magnus Cort Nielsen \| Danemark \| Uno-X Mobility \| + 52 s \| |                              |             |                            |                 |
| |                              |             |                            |                 |
| Source : ProCyclingStats |                              |             |                            |                 |
| Classement général |                              |             |                            |                 |
| Coureur | Coureur                      | Pays        | Équipe                     | Temps           |
| 1er | Axel Laurance                | France      | Alpecin-Deceuninck         | 8 h 22 min 33 s |
| 2e | Bart Lemmen                  | Pays-Bas    | Team Visma \| Lease a Bike | + 12 s          |
| 3e | Ådne Holter                  | Norvège     | Uno-X Mobility             | + 13 s          |
| 4e | Mathias Vacek                | Tchéquie    | Lidl-Trek                  | + 21 s          |
| 5e | Thibau Nys                   | Belgique    | Lidl-Trek                  | + 25 s          |
| 6e | Marco Brenner                | Allemagne   | Tudor Pro Cycling Team     | + 33 s          |
| 7e | Óscar Rodríguez Garaicoechea | Espagne     | Ineos Grenadiers           | + 35 s          |
| 8e | Ethan Hayter                 | Royaume-Uni | Ineos Grenadiers           | + 46 s          |
| 9e | Kamiel Bonneu                | Belgique    | Team Flanders-Baloise      | + 48 s          |
| 10e | Magnus Cort Nielsen          | Danemark    | Uno-X Mobility             | + 52 s          |

### 3eétape
| \| Classement de l'étape \| Classement de l'étape \| Classement de l'étape \| Classement de l'étape \| Classement de l'étape \| \| Coureur \| Coureur \| Pays \| Équipe \| Temps \| \| --------------------- \| ----------------------- \| --------------------- \| -------------------------- \| --------------------- \| \| 1er \| Jordi Meeus \| Belgique \| Bora-Hansgrohe \| 3 h 53 min 33 s \| \| 2e \| Pavel Bittner \| Tchéquie \| Team dsm-firmenich PostNL \| + 0 s \| \| 3e \| Alexander Kristoff \| Norvège \| Uno-X Mobility \| + 0 s \| \| 4e \| Wout van Aert \| Belgique \| Team Visma \\| Lease a Bike \| + 0 s \| \| 5e \| Elia Viviani \| Italie \| Ineos Grenadiers \| + 0 s \| \| 6e \| Sasha Weemaes \| Belgique \| Bingoal WB \| + 0 s \| \| 7e \| Huub Artz \| Pays-Bas \| Intermarché-Wanty \| + 0 s \| \| 8e \| Mathias Vacek \| Tchéquie \| Lidl-Trek \| + 0 s \| \| 9e \| Luc Wirtgen \| Luxembourg \| Tudor Pro Cycling Team \| + 0 s \| \| 10e \| Halvor Utengen Sandstad \| Norvège \| Team Coop-Repsol \| + 0 s \| |                         |            |                            |                 |
| |                         |            |                            |                 |
| Source : ProCyclingStats |                         |            |                            |                 |
| Classement de l'étape |                         |            |                            |                 |
| Coureur | Coureur                 | Pays       | Équipe                     | Temps           |
| 1er | Jordi Meeus             | Belgique   | Bora-Hansgrohe             | 3 h 53 min 33 s |
| 2e | Pavel Bittner           | Tchéquie   | Team dsm-firmenich PostNL  | + 0 s           |
| 3e | Alexander Kristoff      | Norvège    | Uno-X Mobility             | + 0 s           |
| 4e | Wout van Aert           | Belgique   | Team Visma \| Lease a Bike | + 0 s           |
| 5e | Elia Viviani            | Italie     | Ineos Grenadiers           | + 0 s           |
| 6e | Sasha Weemaes           | Belgique   | Bingoal WB                 | + 0 s           |
| 7e | Huub Artz               | Pays-Bas   | Intermarché-Wanty          | + 0 s           |
| 8e | Mathias Vacek           | Tchéquie   | Lidl-Trek                  | + 0 s           |
| 9e | Luc Wirtgen             | Luxembourg | Tudor Pro Cycling Team     | + 0 s           |
| 10e | Halvor Utengen Sandstad | Norvège    | Team Coop-Repsol           | + 0 s           |

| \| Classement général \| Classement général \| Classement général \| Classement général \| Classement général \| \| Coureur \| Coureur \| Pays \| Équipe \| Temps \| \| ------------------ \| ---------------------------- \| ------------------ \| -------------------------- \| ------------------ \| \| 1er \| Axel Laurance \| France \| Alpecin-Deceuninck \| 12 h 16 min 06 s \| \| 2e \| Bart Lemmen \| Pays-Bas \| Team Visma \\| Lease a Bike \| + 12 s \| \| 3e \| Ådne Holter \| Norvège \| Uno-X Mobility \| + 13 s \| \| 4e \| Mathias Vacek \| Tchéquie \| Lidl-Trek \| + 21 s \| \| 5e \| Thibau Nys \| Belgique \| Lidl-Trek \| + 25 s \| \| 6e \| Marco Brenner \| Allemagne \| Tudor Pro Cycling Team \| + 33 s \| \| 7e \| Óscar Rodríguez Garaicoechea \| Espagne \| Ineos Grenadiers \| + 35 s \| \| 8e \| Ethan Hayter \| Royaume-Uni \| Ineos Grenadiers \| + 46 s \| \| 9e \| Kamiel Bonneu \| Belgique \| Team Flanders-Baloise \| + 48 s \| \| 10e \| Magnus Cort Nielsen \| Danemark \| Uno-X Mobility \| + 52 s \| |                              |             |                            |                  |
| |                              |             |                            |                  |
| Source : ProCyclingStats |                              |             |                            |                  |
| Classement général |                              |             |                            |                  |
| Coureur | Coureur                      | Pays        | Équipe                     | Temps            |
| 1er | Axel Laurance                | France      | Alpecin-Deceuninck         | 12 h 16 min 06 s |
| 2e | Bart Lemmen                  | Pays-Bas    | Team Visma \| Lease a Bike | + 12 s           |
| 3e | Ådne Holter                  | Norvège     | Uno-X Mobility             | + 13 s           |
| 4e | Mathias Vacek                | Tchéquie    | Lidl-Trek                  | + 21 s           |
| 5e | Thibau Nys                   | Belgique    | Lidl-Trek                  | + 25 s           |
| 6e | Marco Brenner                | Allemagne   | Tudor Pro Cycling Team     | + 33 s           |
| 7e | Óscar Rodríguez Garaicoechea | Espagne     | Ineos Grenadiers           | + 35 s           |
| 8e | Ethan Hayter                 | Royaume-Uni | Ineos Grenadiers           | + 46 s           |
| 9e | Kamiel Bonneu                | Belgique    | Team Flanders-Baloise      | + 48 s           |
| 10e | Magnus Cort Nielsen          | Danemark    | Uno-X Mobility             | + 52 s           |

### 4eétape
| \| Classement de l'étape \| Classement de l'étape \| Classement de l'étape \| Classement de l'étape \| Classement de l'étape \| \| Coureur \| Coureur \| Pays \| Équipe \| Temps \| \| --------------------- \| --------------------- \| --------------------- \| -------------------------- \| --------------------- \| \| 1er \| Alexander Kristoff \| Norvège \| Uno-X Mobility \| 2 h 39 min 04 s \| \| 2e \| Jordi Meeus \| Belgique \| Bora-Hansgrohe \| + 0 s \| \| 3e \| Wout van Aert \| Belgique \| Team Visma \\| Lease a Bike \| + 0 s \| \| 4e \| Pavel Bittner \| Tchéquie \| Team dsm-firmenich PostNL \| + 0 s \| \| 5e \| Lars Craps \| Belgique \| Team Flanders-Baloise \| + 0 s \| \| 6e \| Axel Laurance \| France \| Alpecin-Deceuninck \| + 0 s \| \| 7e \| Marco Brenner \| Allemagne \| Tudor Pro Cycling Team \| + 0 s \| \| 8e \| Tyler Stites \| États-Unis \| Project Echelon Racing \| + 0 s \| \| 9e \| Huub Artz \| Pays-Bas \| Intermarché-Wanty \| + 0 s \| \| 10e \| Gijs Van Hoecke \| Belgique \| Intermarché-Wanty \| + 0 s \| |                    |            |                            |                 |
| |                    |            |                            |                 |
| Source : ProCyclingStats |                    |            |                            |                 |
| Classement de l'étape |                    |            |                            |                 |
| Coureur | Coureur            | Pays       | Équipe                     | Temps           |
| 1er | Alexander Kristoff | Norvège    | Uno-X Mobility             | 2 h 39 min 04 s |
| 2e | Jordi Meeus        | Belgique   | Bora-Hansgrohe             | + 0 s           |
| 3e | Wout van Aert      | Belgique   | Team Visma \| Lease a Bike | + 0 s           |
| 4e | Pavel Bittner      | Tchéquie   | Team dsm-firmenich PostNL  | + 0 s           |
| 5e | Lars Craps         | Belgique   | Team Flanders-Baloise      | + 0 s           |
| 6e | Axel Laurance      | France     | Alpecin-Deceuninck         | + 0 s           |
| 7e | Marco Brenner      | Allemagne  | Tudor Pro Cycling Team     | + 0 s           |
| 8e | Tyler Stites       | États-Unis | Project Echelon Racing     | + 0 s           |
| 9e | Huub Artz          | Pays-Bas   | Intermarché-Wanty          | + 0 s           |
| 10e | Gijs Van Hoecke    | Belgique   | Intermarché-Wanty          | + 0 s           |

## Classements finals

### Classement général final
| \| Classement général \| Classement général \| Classement général \| Classement général \| Classement général \| \| Coureur \| Coureur \| Pays \| Équipe \| Temps \| \| ------------------ \| ---------------------------- \| ------------------ \| -------------------------- \| ------------------ \| \| 1er \| Axel Laurance \| France \| Alpecin-Deceuninck \| 14 h 55 min 10 s \| \| 2e \| Bart Lemmen \| Pays-Bas \| Team Visma \\| Lease a Bike \| + 12 s \| \| 3e \| Ådne Holter \| Norvège \| Uno-X Mobility \| + 13 s \| \| 4e \| Mathias Vacek \| Tchéquie \| Lidl-Trek \| + 21 s \| \| 5e \| Marco Brenner \| Allemagne \| Tudor Pro Cycling Team \| + 33 s \| \| 6e \| Óscar Rodríguez Garaicoechea \| Espagne \| Ineos Grenadiers \| + 40 s \| \| 7e \| Ethan Hayter \| Royaume-Uni \| Ineos Grenadiers \| + 46 s \| \| 8e \| Magnus Cort Nielsen \| Danemark \| Uno-X Mobility \| + 52 s \| \| 9e \| Kamiel Bonneu \| Belgique \| Team Flanders-Baloise \| + 53 s \| \| 10e \| Carl Fredrik Hagen \| Norvège \| Q36.5 Pro Cycling Team \| + 54 s \| |                              |             |                            |                  |
| |                              |             |                            |                  |
| Source : ProCyclingStats |                              |             |                            |                  |
| Classement général |                              |             |                            |                  |
| Coureur | Coureur                      | Pays        | Équipe                     | Temps            |
| 1er | Axel Laurance                | France      | Alpecin-Deceuninck         | 14 h 55 min 10 s |
| 2e | Bart Lemmen                  | Pays-Bas    | Team Visma \| Lease a Bike | + 12 s           |
| 3e | Ådne Holter                  | Norvège     | Uno-X Mobility             | + 13 s           |
| 4e | Mathias Vacek                | Tchéquie    | Lidl-Trek                  | + 21 s           |
| 5e | Marco Brenner                | Allemagne   | Tudor Pro Cycling Team     | + 33 s           |
| 6e | Óscar Rodríguez Garaicoechea | Espagne     | Ineos Grenadiers           | + 40 s           |
| 7e | Ethan Hayter                 | Royaume-Uni | Ineos Grenadiers           | + 46 s           |
| 8e | Magnus Cort Nielsen          | Danemark    | Uno-X Mobility             | + 52 s           |
| 9e | Kamiel Bonneu                | Belgique    | Team Flanders-Baloise      | + 53 s           |
| 10e | Carl Fredrik Hagen           | Norvège     | Q36.5 Pro Cycling Team     | + 54 s           |

### Évolution des classements
| Étape            | Vainqueur          | Classement général | Classement de la montagne | Classement du meilleur jeune | Classement par équipes |
| ---------------- | ------------------ | ------------------ | ------------------------- | ---------------------------- | ---------------------- |
| 1                | Thibau Nys         | Thibau Nys         | Eirik Vang Aas            | Thibau Nys                   | Uno-X Mobility         |
| 2                | Axel Laurance      | Axel Laurance      | Eirik Vang Aas            | Mathias Vacek                | Uno-X Mobility         |
| 3                | Jordi Meeus        | Axel Laurance      | Eirik Vang Aas            | Mathias Vacek                | Uno-X Mobility         |
| 4                | Alexander Kristoff | Axel Laurance      | Eirik Vang Aas            | Mathias Vacek                | Uno-X Mobility         |
| Classement final | Classement final   | Axel Laurance      | Eirik Vang Aas            | Mathias Vacek                | Uno-X Mobility         |

## Liste des participants
| Ineos Grenadiers IGD | Ineos Grenadiers IGD               | Ineos Grenadiers IGD |
| -------------------- | ---------------------------------- | -------------------- |
| Num                  | Coureur                            | Pos                  |
| 1                    | Ethan Hayter (GBR)                 | 7e                   |
| 2                    | Andrew August (USA)                | 25e                  |
| 3                    | Kim Heiduk (GER)                   | 60e                  |
| 4                    | Salvatore Puccio (ITA)             | 37e                  |
| 5                    | Óscar Rodríguez Garaicoechea (ESP) | 6e                   |
| 6                    | Elia Viviani (ITA)                 | 73e                  |

| Alpecin-Deceuninck ADC | Alpecin-Deceuninck ADC | Alpecin-Deceuninck ADC |
| ---------------------- | ---------------------- | ---------------------- |
| Num                    | Coureur                | Pos                    |
| 11                     | Juri Hollmann (GER)    | 33e                    |
| 12                     | Jason Osborne (GER)    | AB-4                   |
| 13                     | Axel Laurance (FRA)    | 1er                    |
| 14                     | Luca Vergallito (ITA)  | 12e                    |
| 15                     | Ramses Debruyne (BEL)  | 78e                    |
| 16                     | Toon Vandebosch (BEL)  | 47e                    |

| Bora-Hansgrohe BOH | Bora-Hansgrohe BOH     | Bora-Hansgrohe BOH |
| ------------------ | ---------------------- | ------------------ |
| Num                | Coureur                | Pos                |
| 21                 | Alexander Hajek (AUT)  | 21e                |
| 22                 | Emil Herzog (GER)      | 53e                |
| 23                 | Jordi Meeus (BEL)      | 84e                |
| 24                 | Cesare Benedetti (POL) | 55e                |
| 25                 | Ben Zwiehoff (GER)     | 16e                |

| Intermarché-Wanty IWA | Intermarché-Wanty IWA   | Intermarché-Wanty IWA |
| --------------------- | ----------------------- | --------------------- |
| Num                   | Coureur                 | Pos                   |
| 31                    | Huub Artz (NED)         | 11e                   |
| 32                    | Francesco Busatto (ITA) | 34e                   |
| 33                    | Gerben Kuypers (BEL)    | 81e                   |
| 34                    | Lorenzo Rota (ITA)      | 27e                   |
| 35                    | Rein Taaramäe (EST)     | 29e                   |
| 36                    | Gijs Van Hoecke (BEL)   | 62e                   |

| Lidl-Trek LTK | Lidl-Trek LTK               | Lidl-Trek LTK |
| ------------- | --------------------------- | ------------- |
| Num           | Coureur                     | Pos           |
| 41            | Dario Cataldo (ITA)         | 95e           |
| 42            | Fabio Felline (ITA)         | 54e           |
| 43            | Jacopo Mosca (ITA)          | 88e           |
| 44            | Thibau Nys (BEL)            | 17e           |
| 45            | Natnael Tesfatsion (ERI)    | 41e           |
| 46            | Mathias Vacek (CZE) (route) | 4e            |

| Team dsm-firmenich PostNL DFP | Team dsm-firmenich PostNL DFP | Team dsm-firmenich PostNL DFP |
| ----------------------------- | ----------------------------- | ----------------------------- |
| Num                           | Coureur                       | Pos                           |
| 51                            | Pavel Bittner (CZE)           | 71e                           |
| 52                            | Romain Combaud (FRA)          | 69e                           |
| 53                            | Sean Flynn (GBR)              | 56e                           |
| 54                            | Tim Naberman (NED)            | 93e                           |
| 55                            | Timo Roosen (NED)             | AB-1                          |
| 56                            | Martijn Tusveld (NED)         | 31e                           |

| Team Visma \| Lease a Bike TVL | Team Visma \| Lease a Bike TVL | Team Visma \| Lease a Bike TVL |
| ------------------------------ | ------------------------------ | ------------------------------ |
| Num                            | Coureur                        | Pos                            |
| 61                             | Per Strand Hagenes (NOR)       | 58e                            |
| 62                             | Tijmen Graat (NED)             | 19e                            |
| 63                             | Koen Bouwman (NED)             | 14e                            |
| 64                             | Menno Huising (NED)            | 64e                            |
| 65                             | Bart Lemmen (NED)              | 2e                             |
| 66                             | Wout van Aert (BEL)            | 66e                            |

| Bingoal WB BWB | Bingoal WB BWB        | Bingoal WB BWB |
| -------------- | --------------------- | -------------- |
| Num            | Coureur               | Pos            |
| 71             | Sasha Weemaes (BEL)   | 99e            |
| 72             | Floris De Tier (BEL)  | 15e            |
| 73             | Lucas Jacques (BEL)   | 42e            |
| 74             | Lennert Teugels (BEL) | 72e            |
| 75             | Marco Tizza (ITA)     | 76e            |
| 76             | Loïc Vliegen (BEL)    | 75e            |

| Q36.5 Pro Cycling Team Q36 | Q36.5 Pro Cycling Team Q36 | Q36.5 Pro Cycling Team Q36 |
| -------------------------- | -------------------------- | -------------------------- |
| Num                        | Coureur                    | Pos                        |
| 81                         | Carl Fredrik Hagen (NOR)   | 10e                        |
| 82                         | Negasi Abreha (ETH)        | 92e                        |
| 83                         | Walter Calzoni (ITA)       | 52e                        |
| 84                         | Marcel Camprubí (ESP)      | 61e                        |
| 85                         | Filippo Conca (ITA)        | 20e                        |
| 86                         | Kamil Małecki (POL)        | 70e                        |

| TDT-Unibet TDT | TDT-Unibet TDT        | TDT-Unibet TDT |
| -------------- | --------------------- | -------------- |
| Num            | Coureur               | Pos            |
| 91             | Owen Geleijn (NED)    | 57e            |
| 92             | Baptiste Huyet (FRA)  | 48e            |
| 93             | Jelle Johannink (NED) | 89e            |
| 94             | Adrien Maire (FRA)    | 13e            |
| 95             | Abram Stockman (BEL)  | 44e            |
| 96             | Adam Ťoupalík (CZE)   | 45e            |

| Team Flanders-Baloise TFB | Team Flanders-Baloise TFB | Team Flanders-Baloise TFB |
| ------------------------- | ------------------------- | ------------------------- |
| Num                       | Coureur                   | Pos                       |
| 101                       | Kamiel Bonneu (BEL)       | 9e                        |
| 102                       | Arno Claeys (BEL)         | 50e                       |
| 103                       | Lars Craps (BEL)          | 18e                       |
| 104                       | Elias Maris (BEL)         | 28e                       |
| 105                       | Vincent Van Hemelen (BEL) | 26e                       |
| 106                       | Dylan Vandenstorme (BEL)  | 36e                       |

| Tudor Pro Cycling Team TUD | Tudor Pro Cycling Team TUD   | Tudor Pro Cycling Team TUD |
| -------------------------- | ---------------------------- | -------------------------- |
| Num                        | Coureur                      | Pos                        |
| 111                        | Marco Brenner (GER)          | 5e                         |
| 112                        | Jacob Eriksson (SWE)         | 82e                        |
| 113                        | Lucas Eriksson (SWE) (route) | 46e                        |
| 114                        | Sébastien Reichenbach (SUI)  | 22e                        |
| 115                        | Hannes Wilksch (GER)         | 86e                        |
| 116                        | Luc Wirtgen (LUX)            | 67e                        |

| Uno-X Mobility UXM | Uno-X Mobility UXM             | Uno-X Mobility UXM |
| ------------------ | ------------------------------ | ------------------ |
| Num                | Coureur                        | Pos                |
| 121                | Alexander Kristoff (NOR)       | 65e                |
| 122                | Idar Andersen (NOR)            | 40e                |
| 123                | Fredrik Dversnes (NOR) (route) | 30e                |
| 124                | Magnus Cort Nielsen (DEN)      | 8e                 |
| 125                | Ådne Holter (NOR)              | 3e                 |
| 126                | Anders Skaarseth (NOR)         | 68e                |

| ATT Investments ATT | ATT Investments ATT          | ATT Investments ATT |
| ------------------- | ---------------------------- | ------------------- |
| Num                 | Coureur                      | Pos                 |
| 131                 | Karel Camrda (CZE)           | 35e                 |
| 132                 | Jakub Otruba (CZE)           | 23e                 |
| 133                 | Filip Řeha (CZE)             | 80e                 |
| 134                 | Matthias Schwarzbacher (SVK) | 83e                 |
| 135                 | Matúš Štoček (SVK)           | 97e                 |

| Project Echelon Racing PEC | Project Echelon Racing PEC | Project Echelon Racing PEC |
| -------------------------- | -------------------------- | -------------------------- |
| Num                        | Coureur                    | Pos                        |
| 141                        | Sam Boardman (USA)         | 96e                        |
| 142                        | Laurent Gervais (CAN)      | 63e                        |
| 143                        | Scott McGill (USA)         | 87e                        |
| 144                        | Brendan Rhim (USA)         | 77e                        |
| 145                        | Hugo Scala Jr. (USA)       | 98e                        |
| 146                        | Tyler Stites (USA)         | 38e                        |

| Team Coop-Repsol TCR | Team Coop-Repsol TCR          | Team Coop-Repsol TCR |
| -------------------- | ----------------------------- | -------------------- |
| Num                  | Coureur                       | Pos                  |
| 151                  | André Drege (NOR)             | 43e                  |
| 152                  | Storm Ingebrigtsen (NOR)      | 59e                  |
| 153                  | Kalle Kvam (NOR)              | 51e                  |
| 154                  | Johan Ravnøy (NOR)            | 94e                  |
| 155                  | Halvor Utengen Sandstad (NOR) | 85e                  |
| 156                  | Anton Stensby (NOR)           | 32e                  |

| Norvège NOR | Norvège NOR              | Norvège NOR |
| ----------- | ------------------------ | ----------- |
| Num         | Coureur                  | Pos         |
| 161         | Eirik Vang Aas           | 74e         |
| 162         | Trym Brennsæter          | 39e         |
| 163         | Henrik Teslo Fjellheim   | 24e         |
| 164         | Simen Evertsen-Hegreberg | 49e         |
| 166         | Kristoffer Skjerping     | 91e         |

| Ineos Grenadiers IGD | Ineos Grenadiers IGD               | Ineos Grenadiers IGD |
| -------------------- | ---------------------------------- | -------------------- |
| Num                  | Coureur                            | Pos                  |
| 1                    | Ethan Hayter (GBR)                 | 7e                   |
| 2                    | Andrew August (USA)                | 25e                  |
| 3                    | Kim Heiduk (GER)                   | 60e                  |
| 4                    | Salvatore Puccio (ITA)             | 37e                  |
| 5                    | Óscar Rodríguez Garaicoechea (ESP) | 6e                   |
| 6                    | Elia Viviani (ITA)                 | 73e                  |

| Alpecin-Deceuninck ADC | Alpecin-Deceuninck ADC | Alpecin-Deceuninck ADC |
| ---------------------- | ---------------------- | ---------------------- |
| Num                    | Coureur                | Pos                    |
| 11                     | Juri Hollmann (GER)    | 33e                    |
| 12                     | Jason Osborne (GER)    | AB-4                   |
| 13                     | Axel Laurance (FRA)    | 1er                    |
| 14                     | Luca Vergallito (ITA)  | 12e                    |
| 15                     | Ramses Debruyne (BEL)  | 78e                    |
| 16                     | Toon Vandebosch (BEL)  | 47e                    |

| Bora-Hansgrohe BOH | Bora-Hansgrohe BOH     | Bora-Hansgrohe BOH |
| ------------------ | ---------------------- | ------------------ |
| Num                | Coureur                | Pos                |
| 21                 | Alexander Hajek (AUT)  | 21e                |
| 22                 | Emil Herzog (GER)      | 53e                |
| 23                 | Jordi Meeus (BEL)      | 84e                |
| 24                 | Cesare Benedetti (POL) | 55e                |
| 25                 | Ben Zwiehoff (GER)     | 16e                |

| Intermarché-Wanty IWA | Intermarché-Wanty IWA   | Intermarché-Wanty IWA |
| --------------------- | ----------------------- | --------------------- |
| Num                   | Coureur                 | Pos                   |
| 31                    | Huub Artz (NED)         | 11e                   |
| 32                    | Francesco Busatto (ITA) | 34e                   |
| 33                    | Gerben Kuypers (BEL)    | 81e                   |
| 34                    | Lorenzo Rota (ITA)      | 27e                   |
| 35                    | Rein Taaramäe (EST)     | 29e                   |
| 36                    | Gijs Van Hoecke (BEL)   | 62e                   |

| Lidl-Trek LTK | Lidl-Trek LTK               | Lidl-Trek LTK |
| ------------- | --------------------------- | ------------- |
| Num           | Coureur                     | Pos           |
| 41            | Dario Cataldo (ITA)         | 95e           |
| 42            | Fabio Felline (ITA)         | 54e           |
| 43            | Jacopo Mosca (ITA)          | 88e           |
| 44            | Thibau Nys (BEL)            | 17e           |
| 45            | Natnael Tesfatsion (ERI)    | 41e           |
| 46            | Mathias Vacek (CZE) (route) | 4e            |

| Team dsm-firmenich PostNL DFP | Team dsm-firmenich PostNL DFP | Team dsm-firmenich PostNL DFP |
| ----------------------------- | ----------------------------- | ----------------------------- |
| Num                           | Coureur                       | Pos                           |
| 51                            | Pavel Bittner (CZE)           | 71e                           |
| 52                            | Romain Combaud (FRA)          | 69e                           |
| 53                            | Sean Flynn (GBR)              | 56e                           |
| 54                            | Tim Naberman (NED)            | 93e                           |
| 55                            | Timo Roosen (NED)             | AB-1                          |
| 56                            | Martijn Tusveld (NED)         | 31e                           |

| Team Visma \| Lease a Bike TVL | Team Visma \| Lease a Bike TVL | Team Visma \| Lease a Bike TVL |
| ------------------------------ | ------------------------------ | ------------------------------ |
| Num                            | Coureur                        | Pos                            |
| 61                             | Per Strand Hagenes (NOR)       | 58e                            |
| 62                             | Tijmen Graat (NED)             | 19e                            |
| 63                             | Koen Bouwman (NED)             | 14e                            |
| 64                             | Menno Huising (NED)            | 64e                            |
| 65                             | Bart Lemmen (NED)              | 2e                             |
| 66                             | Wout van Aert (BEL)            | 66e                            |

| Bingoal WB BWB | Bingoal WB BWB        | Bingoal WB BWB |
| -------------- | --------------------- | -------------- |
| Num            | Coureur               | Pos            |
| 71             | Sasha Weemaes (BEL)   | 99e            |
| 72             | Floris De Tier (BEL)  | 15e            |
| 73             | Lucas Jacques (BEL)   | 42e            |
| 74             | Lennert Teugels (BEL) | 72e            |
| 75             | Marco Tizza (ITA)     | 76e            |
| 76             | Loïc Vliegen (BEL)    | 75e            |

| Q36.5 Pro Cycling Team Q36 | Q36.5 Pro Cycling Team Q36 | Q36.5 Pro Cycling Team Q36 |
| -------------------------- | -------------------------- | -------------------------- |
| Num                        | Coureur                    | Pos                        |
| 81                         | Carl Fredrik Hagen (NOR)   | 10e                        |
| 82                         | Negasi Abreha (ETH)        | 92e                        |
| 83                         | Walter Calzoni (ITA)       | 52e                        |
| 84                         | Marcel Camprubí (ESP)      | 61e                        |
| 85                         | Filippo Conca (ITA)        | 20e                        |
| 86                         | Kamil Małecki (POL)        | 70e                        |

| TDT-Unibet TDT | TDT-Unibet TDT        | TDT-Unibet TDT |
| -------------- | --------------------- | -------------- |
| Num            | Coureur               | Pos            |
| 91             | Owen Geleijn (NED)    | 57e            |
| 92             | Baptiste Huyet (FRA)  | 48e            |
| 93             | Jelle Johannink (NED) | 89e            |
| 94             | Adrien Maire (FRA)    | 13e            |
| 95             | Abram Stockman (BEL)  | 44e            |
| 96             | Adam Ťoupalík (CZE)   | 45e            |

| Team Flanders-Baloise TFB | Team Flanders-Baloise TFB | Team Flanders-Baloise TFB |
| ------------------------- | ------------------------- | ------------------------- |
| Num                       | Coureur                   | Pos                       |
| 101                       | Kamiel Bonneu (BEL)       | 9e                        |
| 102                       | Arno Claeys (BEL)         | 50e                       |
| 103                       | Lars Craps (BEL)          | 18e                       |
| 104                       | Elias Maris (BEL)         | 28e                       |
| 105                       | Vincent Van Hemelen (BEL) | 26e                       |
| 106                       | Dylan Vandenstorme (BEL)  | 36e                       |

| Tudor Pro Cycling Team TUD | Tudor Pro Cycling Team TUD   | Tudor Pro Cycling Team TUD |
| -------------------------- | ---------------------------- | -------------------------- |
| Num                        | Coureur                      | Pos                        |
| 111                        | Marco Brenner (GER)          | 5e                         |
| 112                        | Jacob Eriksson (SWE)         | 82e                        |
| 113                        | Lucas Eriksson (SWE) (route) | 46e                        |
| 114                        | Sébastien Reichenbach (SUI)  | 22e                        |
| 115                        | Hannes Wilksch (GER)         | 86e                        |
| 116                        | Luc Wirtgen (LUX)            | 67e                        |

| Uno-X Mobility UXM | Uno-X Mobility UXM             | Uno-X Mobility UXM |
| ------------------ | ------------------------------ | ------------------ |
| Num                | Coureur                        | Pos                |
| 121                | Alexander Kristoff (NOR)       | 65e                |
| 122                | Idar Andersen (NOR)            | 40e                |
| 123                | Fredrik Dversnes (NOR) (route) | 30e                |
| 124                | Magnus Cort Nielsen (DEN)      | 8e                 |
| 125                | Ådne Holter (NOR)              | 3e                 |
| 126                | Anders Skaarseth (NOR)         | 68e                |

| ATT Investments ATT | ATT Investments ATT          | ATT Investments ATT |
| ------------------- | ---------------------------- | ------------------- |
| Num                 | Coureur                      | Pos                 |
| 131                 | Karel Camrda (CZE)           | 35e                 |
| 132                 | Jakub Otruba (CZE)           | 23e                 |
| 133                 | Filip Řeha (CZE)             | 80e                 |
| 134                 | Matthias Schwarzbacher (SVK) | 83e                 |
| 135                 | Matúš Štoček (SVK)           | 97e                 |

| Project Echelon Racing PEC | Project Echelon Racing PEC | Project Echelon Racing PEC |
| -------------------------- | -------------------------- | -------------------------- |
| Num                        | Coureur                    | Pos                        |
| 141                        | Sam Boardman (USA)         | 96e                        |
| 142                        | Laurent Gervais (CAN)      | 63e                        |
| 143                        | Scott McGill (USA)         | 87e                        |
| 144                        | Brendan Rhim (USA)         | 77e                        |
| 145                        | Hugo Scala Jr. (USA)       | 98e                        |
| 146                        | Tyler Stites (USA)         | 38e                        |

| Team Coop-Repsol TCR | Team Coop-Repsol TCR          | Team Coop-Repsol TCR |
| -------------------- | ----------------------------- | -------------------- |
| Num                  | Coureur                       | Pos                  |
| 151                  | André Drege (NOR)             | 43e                  |
| 152                  | Storm Ingebrigtsen (NOR)      | 59e                  |
| 153                  | Kalle Kvam (NOR)              | 51e                  |
| 154                  | Johan Ravnøy (NOR)            | 94e                  |
| 155                  | Halvor Utengen Sandstad (NOR) | 85e                  |
| 156                  | Anton Stensby (NOR)           | 32e                  |

| Norvège NOR | Norvège NOR              | Norvège NOR |
| ----------- | ------------------------ | ----------- |
| Num         | Coureur                  | Pos         |
| 161         | Eirik Vang Aas           | 74e         |
| 162         | Trym Brennsæter          | 39e         |
| 163         | Henrik Teslo Fjellheim   | 24e         |
| 164         | Simen Evertsen-Hegreberg | 49e         |
| 166         | Kristoffer Skjerping     | 91e         |